# حادثه توماس کراون (فیلم ۱۹۹۹)
حادثه توماس کراون (به انگلیسی: Thomas Crown Affair) یک فیلم سینمایی در ژانر جنایی، عاشقانه و دلهره‌آور محصول سال ۱۹۹۹ ایالات متحدهٔ آمریکا به کارگردانی جان مک‌تیرنان با بازی پیرس برازنان، رنه روسو و دنیس لری همراه است. این فیلم بازسازی فیلمی به همین نام محصول ۱۹۶۸ است. این فیلم به‌طور کلی نظرات مثبت از منتقدان دریافت کرد و توانست در گیشه ۱۲۴ میلیون دلار در سراسر جهان فروش به دست آورَد.

## بازیگران فیلم
- پیرس برازنان در نقش توماس کرون، عاشق میلیاردر کاترین
- رنه روسو در نقش کاترین بنین، محقق بیمه و عاشق توماس
- دنیس لری در نقش کارآگاه پلیس
- فریتس ویور در نقش جان رینولدز
- فرانکی فیزن در نقش کارآگاه پلیس
- بن گازارا در نقش اندرو والاس
- مارک مارگولیس در نقش هاینریش نوتزورن
- استر کانیاداس در نقش آنا تیرول نوتزورن
- فی داناوی در نقش روان‌پزشک
- مایکل لومبارد در نقش بابی مک‌کینلی
- سیمون جونز[۳]
- سینتیا دارلو در نقش داریا